# 잣

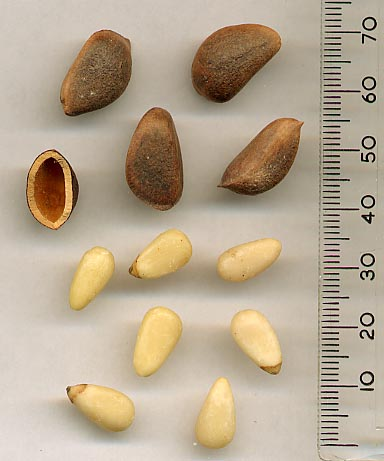
까기 전, 후의 잣.

잣은 소나무속 나무에서 나오는, 먹을 수 있는 씨앗이다. 소나무속 나무의 씨는 대부분이 먹을 수 없거나 너무 작으며, 20여종의 나무만이 사람이 먹을 수 있는 큰 씨앗을 만든다.
유럽에서는 잣을 6000년전부터 Pinus pinea의 잣을 먹어 왔다. Pinus Cembra의 잣도 적은 양이 쓰인다.
아시아에서는 북동아시아의 잣나무(Pinus koraiensis)와 서히말라야의 Pinus gerardiana에서 잣이 나온다. Pinus sibirica, Pinus pumila, Pinus armandii, 백송(Pinus bungeana)의 잣도 적은 양이 쓰인다.
북아메리카에서는 Pinus edulis, Pinus monophylla, Pinus cembroides에서 잣이 나온다. 이밖의 여덟 종에서 나오는 잣도 적은 양이 쓰인다.

## 잣의 성분
잣은 지방유가 약 74% 함유되어 있으며 그 주성분으로 올레산과 리놀렌산 등 불포화지방산이 많아, 피부를 윤택하게 하고 혈압을 내리게 하며, 스테미너에 도움이 되는 성분이 함유되어 있다.

## 잣의 효능
동의보감에는 해송자(海松子)라고 하여, 잣은 어지럼증과 변비를 치료하며 피부를 윤택하게 하고 오장을 건강하게 하며 몸이 허약해진 것을 보충하며 기록한다. "잣은 심장과 간, 신장을 건강하게 하며 허약해진 체질을 개선하며 진액과 기를 보충하는 효능이 있어 탈모를 치료하며 몸을 가볍게 하고 수명을 연장시키는 효능이 있다." 라고 기록되어 있다.

## 사진

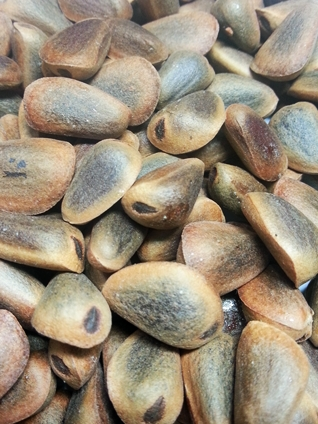
껍질채의 잣
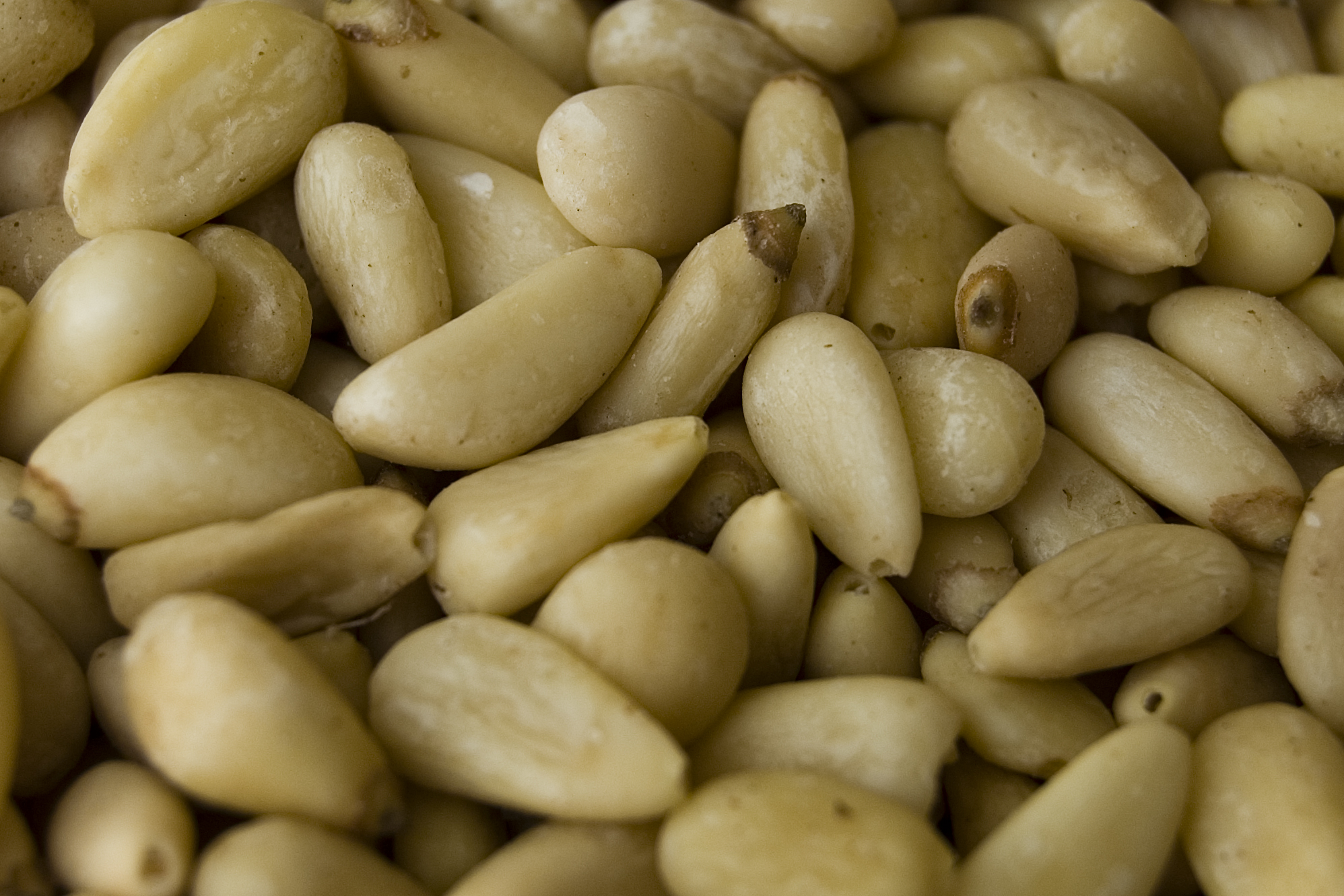
껍질을 깐 잣

## 같이 보기
- 호두
- 견과류
- 아몬드
- 땅콩